# Tầng Gelasia
| Hệ/ Kỷ | Thống/ Thế | Bậc/ Kỳ             | Tuổi (Ka) | Tuổi (Ka) |
| --- | ---------- | ------------------- | --------- | --------- |
| Đệ Tứ | Holocen    | Meghalaya           | 0         | 4,250     |
| Đệ Tứ | Holocen    | Northgrip           | 4,250     | 8,236     |
| Đệ Tứ | Holocen    | Greenland           | 8,236     | 11,70     |
| Đệ Tứ | Pleistocen | 'Trên'/Muộn         | 11,70     | 129,0     |
| Đệ Tứ | Pleistocen | Chibania hay 'Giữa' | 129,0     | 774,0     |
| Đệ Tứ | Pleistocen | Calabria            | 774       | 1.806     |
| Đệ Tứ | Pleistocen | Gelasia             | 1.806     | 2.588     |
| Tân Cận | Pliocen    | Piacenza            | 2.588     | 3.600     |
| Ghi chú và tham khảoSubdivision of the Quaternary Period according to the ICS, as of May 2019. For the Holocene, dates are relative to the year 2000 (e.g. Greenlandian began 11,700 years before 2000). For the beginning of the Northgrippian a date of 8,236 years before 2000 has been set. The Meghalayan has been set to begin 4,250 years before 2000. 'Tarantian' is an informal, unofficial name proposed for a stage/age to replace the equally informal, unofficial 'Upper Pleistocene' subseries/subepoch. In Europe and North America, the Holocene is subdivided into Preboreal, Boreal, Atlantic, Subboreal, and Subatlantic stages of the Blytt–Sernander time scale. There are many regional subdivisions for the Upper or Late Pleistocene; usually these represent locally recognized cold (glacial) and warm (interglacial) periods. The last glacial period ends with the cold Younger Dryas substage. |            |                     |           |           |

Tầng Gelasia (hay tầng Waltonia) theo truyền thống là một bậc hay tầng của thế Pliocen (theo ICS). Tuy nhiên trong phiên bản 2009 về niên đại địa chất của ICS thì nó đã được chuyển sang thế Pleistocen. Nó kéo dài từ khoảng 2,588 ± 0,005 triệu năm trước (Ma) và kết thúc vào khoảng 1,806 ± 0,005 Ma. Tầng Gelasia hiện nay cũng được INQUA coi là thời điểm bắt đầu của kỷ đệ Tứ.
Liên đoàn Quốc tế về Nghiên cứu Kỷ Đệ Tứ (INQUA) trước đây đã đề nghị là nên chuyển tầng Gelasia từ thế Pliocen sang thế Pleistocen nhằm đảm bảo cho niên đại địa chất trở nên phù hợp hơn với các thay đổi cơ bản trong khí hậu, đại dương và vùng sinh vật của Trái Đất đã diễn ra khi đó (2,588 Ma) cũng như phù hợp với ranh giới địa từ học Gauss-Matuyama và hiện tại đề nghị này đã được phê chuẩn.